# 존 홀리데이

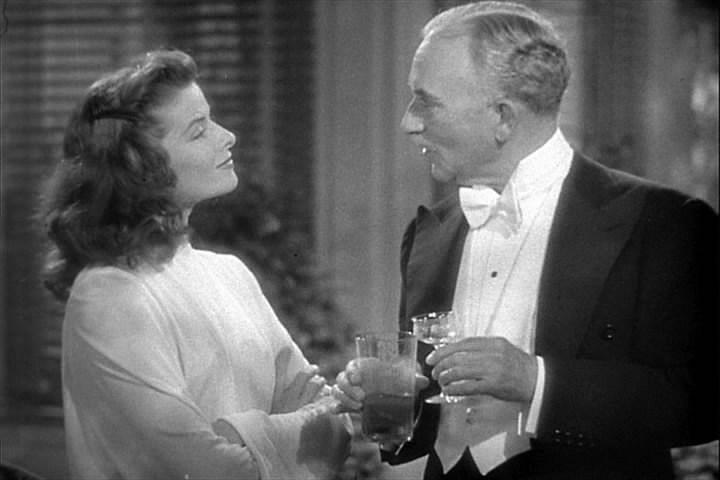

존 홀리데이(John Halliday, 1880년 9월 14일 ~ 1947년 10월 17일)는 미국의 연극 배우, 영화배우이다.
브루클린에서 태어났으며 호놀룰루에서 사망하였다.

## 영화
- 이엠알 (2004년)
- 찰리 채플린의 인생, 그리고 예술 (2003년)